# Heterosamara carrissoana
Heterosamara carrissoana là một loài thực vật có hoa trong họ Polygalaceae. Loài này được (Exell & Mendonça) Paiva mô tả khoa học đầu tiên năm 1998.